# Krishna (huyện)
Huyện Krishna là một huyện thuộc bang Andhra Pradesh, Ấn Độ. Thủ phủ huyện Krishna đóng ở Machilipatnam. Huyện Krishna có diện tích 8727 ki lô mét vuông. Đến thời điểm năm 2001, huyện Krishna có dân số 4218416 người.